# Seconsett Island
Seconsett Island es un lugar designado por el censo ubicado en el condado de Barnstable en el estado estadounidense de Massachusetts. En el Censo de 2010 tenía una población de 100 habitantes y una densidad poblacional de 357,5 personas por km².

## Geografía
Seconsett Island se encuentra ubicado en las coordenadas 41°34′1″N 70°30′44″O / 41.56694, -70.51222. Según la Oficina del Censo de los Estados Unidos, Seconsett Island tiene una superficie total de 0.28 km², de la cual 0.27 km² corresponden a tierra firme y (4.63%) 0.01 km² es agua.

## Demografía
Según el censo de 2010, había 100 personas residiendo en Seconsett Island. La densidad de población era de 357,5 hab./km². De los 100 habitantes, Seconsett Island estaba compuesto por el 97% blancos, el 1% eran afroamericanos, el 0% eran amerindios, el 0% eran asiáticos, el 0% eran isleños del Pacífico, el 0% eran de otras razas y el 2% pertenecían a dos o más razas. Del total de la población el 0% eran hispanos o latinos de cualquier raza.